# Conduttore di prima specie
I conduttori di prima specie (o conduttori di prima classe o conduttori elettronici) sono quei conduttori elettrici che seguono la seconda legge di Volta. Appartengono a tale classe i metalli e i semiconduttori.
Nei conduttori di prima specie il passaggio di corrente elettrica è dovuto al libero muoversi degli elettroni (e delle lacune elettroniche).
Si differenziano quindi dai conduttori di seconda specie (detti anche "conduttori di seconda classe" o "conduttori ionici"), nei quali invece il trasporto di carica è deputato al moto degli ioni.